# Travancinha
Travancinha is een plaats (freguesia) in de Portugese gemeente Seia en telt 546 inwoners (2001).